# Gustav Adolf Sellin
Gustav Adolf Sellin (* 17. Februar 1917; † 15. April 1978) war ein schwedischer nordischer Skisportler. Er gewann bei den Nordischen Skiweltmeisterschaften 1939 die Silbermedaille in der Nordischen Kombination.

## Werdegang
Sellin startete bei den Nordischen Skiweltmeisterschaften 1938 in Lahti in der Kombination, im Skispringen und im Skilanglauf. Über 18 km klassisch konnte er sich nur auf dem 124. Platz einreihen. Im Skisprung-Wettbewerb belegte er mit 25,9 Punkten Rückstand auf den Sieger Asbjørn Ruud den 36. Platz. Am besten Schnitt er im Wettkampf der Kombinierer ab, wo er den elften Rang erreichte.
Ein Jahr später gehörte Sellin erneut zum Aufgebot für die Nordischen Skiweltmeisterschaften 1939 in Zakopane. Beim Langlaufwettbewerb über 18 km konnte er sich deutlich verbessern und reihte sich auf Rang 28 ein. In der Nordischen Kombination wurde er nur von Gustav Berauer übertrumpft und gewann die Silbermedaille.

## Platzierungen
- Nordische Skiweltmeisterschaften 1938 in Lahti: 11. Einzel Nordische Kombination, 31. Einzel Skispringen, 124. Einzel 18 km klassisch
- Nordische Skiweltmeisterschaften 1939 in Zakopane: 3. Einzel Nordische Kombination, 28. Einzel 18 km klassisch